# 原田智英
原田 智英（はらだ ともひで、1970年6月30日 - ）は、日本の作曲家、編曲家。東京都出身。

## 略歴・人物
幼少より囃子の横笛奏者として音楽的要素を培う。その後ブラックミュージックへの憧れからベースを始め、音楽家としてプロの道へ入る。アニメ劇伴担当事を機に、本格的に作曲家として活動を開始。アーティストへの作編曲及びプロデュース、TV-CM音楽を数多く手掛け、近年では特に映画音楽に力を注いでいる。前出の和楽器奏者としての経験を活かした作品からオーケストレーションもこなす幅広い音楽性が特徴。過去に無国籍ユニット、NanoWattsを主宰していた。

## 作品

### 映画
- 8MAN after（1993年）
- Reflections（2003年）
- 怪奇穴人間（2004年）
- MEATBALL MACHINE（2006年）
- HAZARD（2006年）
- ユメ十夜 「第十夜」（2007年）
- 赤んぼ少女（2007年制作・2008年公開）
- 愛のむきだし（2008年）
- ちゃんと伝える（2009年）
- 冷たい熱帯魚（2011年）
- ヒミズ（2012年）
- I am ICHIHASHI 逮捕されるまで（2013年）
- ネスレシアター on YouTube「そのときあなたは夢をみた」、「幻三十郎」、「The 5 Second Later Man」（2014年）
- サムライフ（2015年） 平成26年度 社会保障審議会推薦児童福祉文化財選出作品
- みんな!エスパーだよ!（2015年）
- 過激派オペラ（2016年）

### テレビドラマ
- Strangers 6（2012年、WOWOW及びフジテレビ）
- VISION-殺しが見える女-（2012年、読売テレビ）
- お助け屋☆陣八（2013年、読売テレビ）
- みんな!エスパーだよ!（2013年、テレビ東京）
  - みんな!エスパーだよ!番外編 〜エスパー、都へ行く〜（2015年、テレビ東京）
- 土曜プレミアム 星新一ミステリーSP「きまぐれロボット」、「七人の犯罪者」、「霧の星で」、「華やかな三つの願い」（2014年、フジテレビ）
- アイアングランマ（2015年、NHK BSプレミアム）
- PANIC IN（2015年、BSスカパー!）
- メディカルチーム レディ・ダ・ヴィンチの診断（2016年、関西テレビ）
- 三ツ矢先生の計画的な餌付け。（2024年、毎日放送）[2]
- コールミー・バイ・ノーネーム（2025年、毎日放送）

### 楽曲提供
- THE STREET SLIDERS／Get Up&Go（1998年） - リミックス
- エチュード虹組／(My)ダーリンisNo.1（1998年） - 作編曲
- M@M Miss Entertainer／Blue Star（1999年） - 編曲
- マツモトキヨシ  リミックス／Remix’99（1999年）- リミックス
- CMヒッツナウ／Theme of JINRO CAN（2003年） - 作編曲
- NanoWatts
  - FreeDee（2003年） - 作編曲
  - Blooming Flower（2005年） - 作編曲
  - Heaven（2006年） - 作編曲
- Tomohide Harada Theme of Santa Marta（2004年） - 作編曲
- cossami
  - 「After the Rain」（2008年、BMG） - 編曲
    - NHK『獣の奏者 エリン』 エンディングテーマ 　

  - 「青い星」 - 編曲
    - NHK『獣の奏者 エリン』 挿入曲

  - 「ララリララリラ」 - 作編曲
    - NHK『獣の奏者 エリン』 挿入曲

  - ミニアルバム『Your Side』（2009年、Kitty） - 作曲、サウンドプロデュース
- 浜田省吾トリビュート・アルバム『from a distance』収録「最後のキス」（2009年） - サウンドプロデュース
- 鈴木重子 あかり／眠りの森（2012年） - 作編曲

### CM
- JINRO JINRO CAN
- Ford Explorer シリーズ
- 味の素AGF マリーム シリーズ
- 資生堂 c/o・Center In
- 江崎グリコ WILLチョコレート
- グリコ乳業 マイルドカフェオーレ
- JT 桃の天然水・マイルドセブンワールド
- ラコステ
- ネスカフェ サンタマルタX
- 郵政省 ビジネスの鼓動
- NTTドコモ ドコモダケ・@FREED  他
- フジカラー 旭川市旭山動物園シリーズCM
- 三菱・eK
- CASIO エクシリム
- イオン
- ドミノ・ピザ
- パナソニック　ETC
- コーセー　清肌晶
- フジテレビ きっかけはフジテレビ
- TBC お正月
- ネクソン
- P&Gジャパン レノア アロマジュエル
- ソニー BDレコーダー
- ほっともっと　サウンドロゴ
- 他